# Kunsziget
Kunsziget is een plaats (község) en gemeente in het Hongaarse comitaat Győr-Moson-Sopron. Kunsziget telt 1209 inwoners (2001).